# Núria Sales i Folch
Núria Sales i Folch   (Barcelona, 21 de març de 1933 - Barcelona, 10 de juliol de 2023) fou una historiadora catalana.
Era filla de l'editor i escriptor Joan Sales, l'autor d'Incerta glòria, i de la també editora Núria Folch i Pi. Quan va esclatar la Guerra Civil Espanyola, els seus pares es van exiliar a França, després a la República Dominicana i finalment a Mèxic, on romandrien fins al 1948. De nou a Barcelona, va treballar en un taller de decoració de porcellanes i posteriorment a les oficines de l'empresa Coma Cros. Com a historiadora, es va interessar en la història dels Mossos d'Esquadra i en la nissaga dels Veciana, originària de Valls. Més endavant es va casar amb Oriol Bohigas, amb qui es va establir a la regió de París el 1962, i on ha viscut una cinquantena d'anys, fins que va quedar viuda el 2013. Allà va entrar en contacte amb Pierre Vilar i fou deixeble seva. El 1965 es va doctorar en història a la Sorbona, amb una tesi sobre el servei militar. Als anys 80 va escriure una part de la Història dels Països Catalans, coordinada per Albert Balcells i publicada per Edhasa. Entre 1991 i 1995 va treballar com a professora a la  Universitat Pompeu Fabra de Barcelona. Ha col·laborat amb la revista L'Avenç i amb la revista Afers, especialitzant-se en temes com l'esclavitud, els traginers o el bandolerisme, entre d'altres. El 1985 es va convertir en membre de la Reial Acadèmia de Bones Lletres de Barcelona.

## Publicacions
- Exili a Playamuertos  (1961) poesia
- Història dels mossos d'esquadra (1962)
- Els botiflers, 1705-1714 (1981)
- Senyors bandolers, miquelets i botiflers... (1984)
- Els segles de decadència (segles XVI-XVIII)(1989)
- La revolució catalana de 1640 (1991)
- De Tuïr a Catarroja: estudis sobre institucions catalanes i de la corona d'Aragó (segles XV-XVII) (2001)